# Highbury
Pour les articles homonymes, voir Highbury (homonymie).
Highbury est un district du borough londonien d'Islington. Son code postal est N5. 
On y trouve notamment l'Emirates Stadium, le stade d'Arsenal, un des principaux clubs de football du pays. 
À proximité se trouvent également Highbury Square, un ensemble immobilier bâti à l'emplacement de l'ancienne enceinte des Gunners (Arsenal Stadium, plus connue d'après le nom du quartier Highbury), et Highbury Fields, le plus grand espace vert du quartier.

## Accès
La gare de Drayton Park se situe tout près de l'Emirates Stadium, sur Drayton Park.

## Arsenal Stadium
En 1913, Woolwich Arsenal FC se déplace vers le nord de Londres, à Highbury, laissant tomber Woolwich de son nom, devenant donc Arsenal. Leur président, Sir Henry Norris, a pris un bail de 20 ans sur une partie du terrain de St John's Hall pour 20 000 £. Le nouveau stade d'Arsenal (également appelé Highbury) a été construit là-bas. St John's Hall, initialement appelé Highbury College (of Divinity), a été construit en 1825 sur ce qui est aujourd'hui le parc Aubert et était un grand bâtiment de style ionique, qui rappelle le British Museum. St John's Hall a été incendié en 1946 et remplacé par un immeuble.
Le club a prospéré et, en 1925, a acheté la propriété franche. Le succès ultérieur d'Arsenal a fait connaître Highbury, dont le stade a longtemps été considéré comme le berceau du club d'Arsenal. En 2006, le club a déménagé à l'Emirates Stadium,sur le côté ouest de Drayton Park à Highbury. L'ancien stade a été converti en un complexe de logements de luxe connu sous le nom de Highbury Square, avec les deux principales tribunes classées en appartements. Les deux autres tribunes, North Bank et Clock End, ont été démolies pour faire place à des immeubles entièrement neufs. Le terrain a été converti en un jardin, avec salle de gym privée et piscine située en dessous. Aujourd'hui, la propriété dans la zone autour de l'ancien stade de Highbury est très recherchée, et les prix des appartements dans le stade commencent à  300 000 £.

## Highbury dans les arts
De 1965 à 2005, Highbury New Park a accueilli les Studios Wessex. Créés par le producteur des Beatles Sir George Martin (qui a grandi sur Drayton Park à Highbury), ils ont vu l'enregistrement de certains des albums les plus connus créés par des groupes tels que Queen, Genesis, The Rolling Stones, Sex Pistols et The Clash. Le bâtiment est maintenant un bloc d'appartements résidentiels appelé "The Recording Studio" et situé au 106, Highbury New Park. 